# Jeronimus Joachims
Jeronimus Joachims, auch Hieronymus Joachims und andere Schreibweisen, (geboren 1618 oder 1619 in Gemmingen oder in Groningen; gestorben 9. März 1660 in Wien) war ein niederländisch-österreichischer Maler.

## Leben

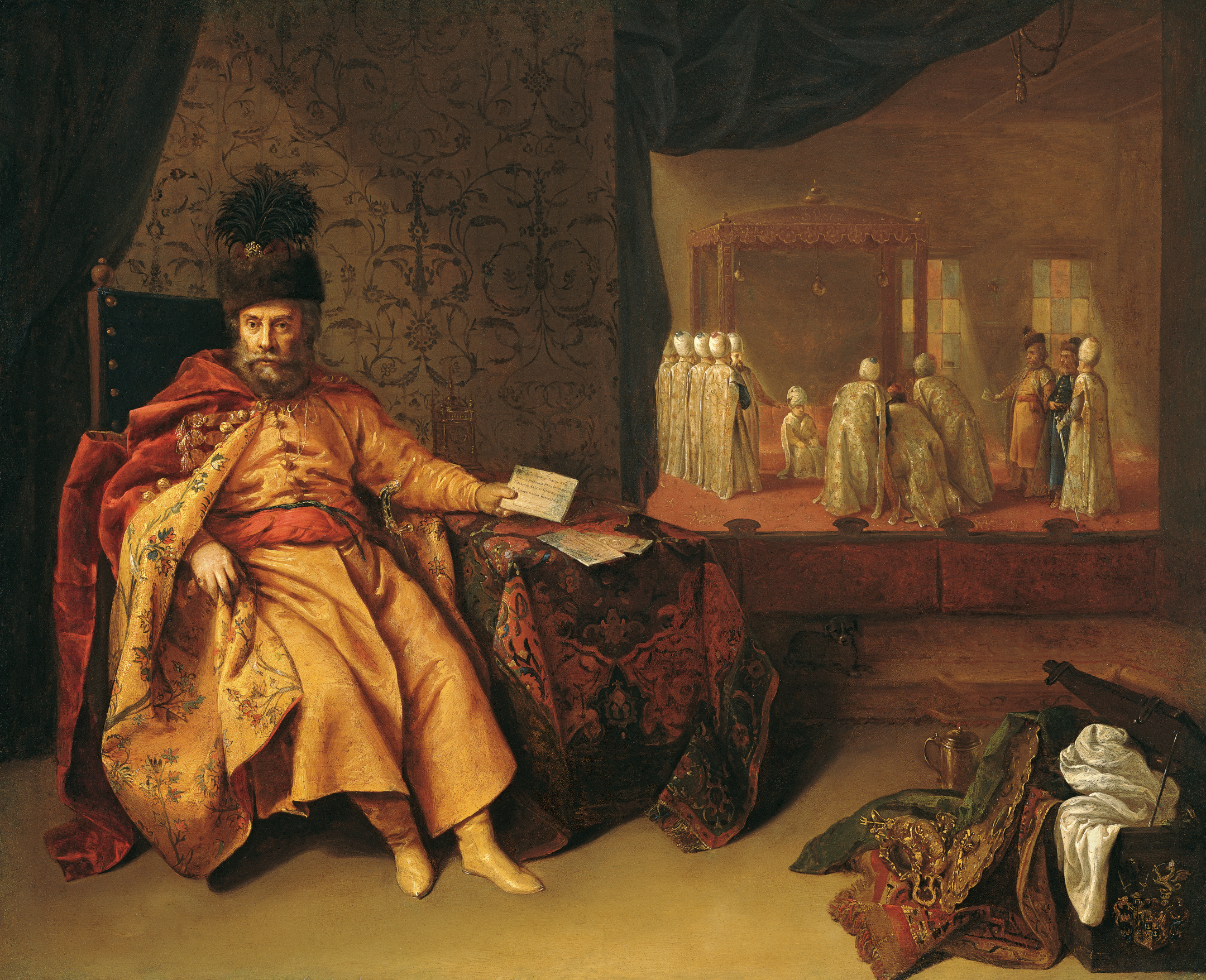
Jeronimus Joachims: Johann Rudolf Schmid von Schwarzenhorn beim Sultan 1651

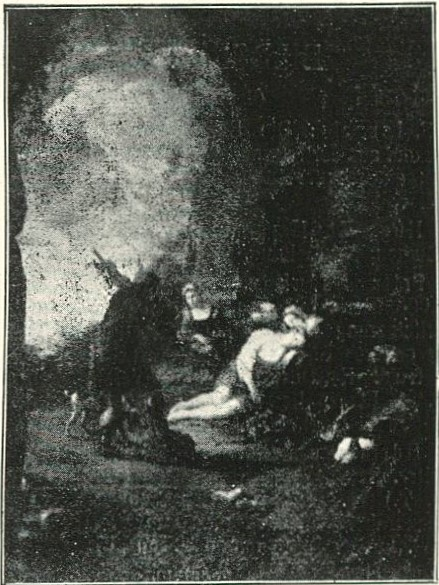
Ruhe der Diana

Joachims kam früh nach Wien. Am 17. Oktober 1654 heiratete der „ehrenveste und kunstreiche Junggesell“ Hieronymus Jocachim, ein niederländischer Maler eine Frau Rosina oder Rosine, verwitwete Eishnitzkammer. Er arbeitete zuletzt in der Herrengasse beim Grafen Veterani und war möglicherweise dessen Hofmaler. 1656 bis 1659 malte er in der Schottenkirche die Nebenaltäre der heiligen Anna und Barbara aus.
Im Totenbuch der Stadt Wien war für den 9. März 1660 der Tod eines Malers Jeremias Jachmius (oder Joachmus) verzeichnet, der im Haus des Graf Veterani im Alter von 41 Jahren an einem Lungendefekt verstorben sei.
Am 28. Februar 1899 wurde eines seiner Gemälde (fälschlich als Ruhe der Diana bezeichnet, Leinwand 94,5 × 75,5 cm), das ehemals zur Sammlung des Wiener Kunsthändlers Hirschler senior gehörte, durch C. J. Wawra in Wien versteigert. Eine Abbildung findet sich bei Theodor von Frimmel in Blätter für Gemäldekunde Band 6 des Jahres 1911. Das Bild ist mit Jero • Joachims F signiert. Hier wird auch angemerkt, dass der Künstler vermutlich durch Jan Baptist Weenix beeinflusst worden sei.